# Euphaea ameeka
Euphaea ameeka là loài chuồn chuồn trong họ Euphaeidae (Epallagidae). Loài này được van Tol & Norma-Rashid miêu tả khoa học đầu tiên năm 1995.